# اچ‌ام‌سی‌اس میدلسکس (جی۳۲۸)
اچ‌ام‌سی‌اس میدلسکس (جی۳۲۸) (به انگلیسی: HMCS Middlesex (J328)) یک کشتی است که طول آن 68.6 (225 ft) می‌باشد. این کشتی در سال ۱۹۴۳ ساخته شد.